# Oceanski dupini
Oceanski dupini (lat. Delphinidae) su porodica iz podreda kitova zubana, pa su prema tome sisavci koji žive u vodi. Oni su najraznovrsnija i s 40 vrsta najveća porodica kitova. Žive u svim morima.

## Anatomija
Dupini su najčešće dugi između 1,5 i 4 metra, dok orke, kao najveći dupini, dosežu čak do 8 m. Tijela su im hidrodinamički oblikovana i mišićava, prilagođena brzom plivanju. U glavi imaju okrugli organ (često nazvan dinja) koji je dio njihovog organa za eholociranje. Kod mnogih vrsta je čeljust jasno izražena i tvori izduženi „kljun”. Kod više vrsta čeljust ima veliki broj zubi.
Mozak dupina je velik s vrlo kompleksnom moždanom korom, što je razlog iz kojega ih zoolozi smatraju među najinteligentnijim životinjama. 
Boja tijela im je u pravilu sastavljena od različitih stupnjeva sive boje, pri čemu je donja strana tijela svjetlija, a leđa su jasno omeđena i tamna. Osim toga, vrste se međusobno razlikuju linijama i poljima u različitim tonovima boja i kontrasta.
Osjetila sluha i vida su im vrlo dobra. Imaju vanjske ušne otvore, no vjeruje se da oni nisu u funkciji. Zvuk im preko donje vilice i srednjeg uha stiže u unutrašnje uho. Oči su im uglavnom prilagođene gledanju pod vodom, ali jako dobro vide i izvan nje. Vrlo važnu ulogu u snalaženju u okolini ima sposobnost eholokacije uz pomoć ultrazvuka.
Od drugih kitova zubana razlikuju se sljedećim osobinama: dva prva kralješka u kralježnici su im međusobno sraštena, imaju manji broj rebara, sraštene su im dvije polovine donje čeljusti do najviše jedne trećine, a zubi su im tupi.
Svi dupini odbacuju vanjske kožne stanice otprilike svaka dva sata. Ova neprekidna regeneracija smanjuje otpor vode i privlači pažnju znanstvenika koji se bave ljudskom regeneracijom, kao i graditelja brodova.

## Ponašanje
Dupini su vrlo brzi plivači te dostižu brzinu od 80 do 90 km/h. Često iskaču iz vode, izvodeći uz to svojevrsne akrobacije. Ti se skokovi tumače kao igra i omogućuju im brže kretanje nego samo pod vodom. To im pomaže i u potrazi za hranom, jer prate gdje se okupljaju galebovi. Kada su u lovu, zaranjaju na dubinu i do 300 m te pri tome mogu ostati pod vodom do 15 minuta. Dupini su poznati po tome što se približavaju brodovima i jašu na valovima iza ili ispred njih.
Društvene su životinje koje žive u skupinama. Takozvane „škole”, kako se obično skupine dupina nazivaju prema engleskomu jeziku, okupljaju se na mjestima s obiljem hrane u privremene skupine koje mogu imati i više od 1000 jedinki. Jedinke se međusobno sporazumijevaju cijelim nizom različitih zvukova koji zvuče poput kliktanja, zvižduka, gakanja i drugačije, a služe se i tjelesnim kontaktom kao sredstvom sporazumijevanja. Osim toga, tonovima visoke frekvencije istražuju i spoznaju okolinu uz pomoć eholokacijskog mehanizma. Britanski znanstvenici su nedavno utvrdili da se dupini međusobno nazivaju „imenima”. Svaka jedinka ima drugačiji zviždavi zvuk kao „ime” i zadržava ga do duboko u starost, vjerojatno zauvijek.
Pripadnost određenoj skupini nije jako čvrsta, često se događa da neka jedinka promjeni grupu. Ipak, dupini razvijaju čvrste međusobne odnose što je naročito vidljivo u pomoći i podršci koju pružaju ranjenoj ili bolesnoj jedinki iz grupe. 
Dupini spavaju na način da jedna polovina mozga naizmjence uvijek ostaje budna, što im omogućuje disanje. Jedno oko uvijek ostaje otvoreno kako bi vidjeli mogućeg neprijatelja, odnosno njegov napad. U razdoblju spavanja su aktivnosti dupina uvelike smanjene.
Kao i svi drugi kitovi, i dupini na svijet donose samo jedno mladunče. Skotnost traje prosječno godinu dana
i varira od vrste do vrste. Mladunci ostaju uz majku do šest godina, ali u dobi od nekoliko mjeseci već počinju sami potragu za hranom.

## Prehrana
Dupini su brzi grabežljivci koji svoj plijen aktivno love, a otkrivaju ga eholokacijom. Općenito, dupini imaju jednake, konusne zube koji služe samo za držanje plijena. Ulovljene ribe ili glavonošce gotovo uvijek gutaju u jednom komadu. Zubi pojedinih vrsta dupina su u pravilu prilagođeni plijenu. Vrste koje se hrane uglavnom ribama imaju više zubi, a one koje love pretežno glavonošce ih imaju manje. Neki dupini ponekad love i ljuskare. Jedini dupin koji se hrani i drugim morskim sisavcima, kao što su tuljani, ili drugim vrstama kitova i dupina je orka. Neki dupini koriste surađivačke strategije u zajedničkom lovu. Jedna od njih je da cijela škola okruži jato riba i tjera ih prema obali.

## Klasifikacija
- Potporodica Orke (Orcininae)
  - rod Pseudorca
    - Pseudorca crassidens, mala orka

  - rod Orcinus
    - Orcinus orca, orka
- Potporodica Delphininae
  - rod Delphinus
    - Delphinus delphis, obični dupin

  - rod Tursiops
    - Tursiops truncatus, veliki dupin, koji živi i u Jadranu, gdje ga zovu dobri dupin

  - rod Lagenorhynchus
    - Lagenorhynchus albirostris
    - Lagenorhynchus acutus
    - Lagenorhynchus obliquidens
    - Lagenorhynchus obscurus, crni dupin
    - Lagenorhynchus australis, Pealeov dupin
    - Lagenorhynchus cruciger

  - rod Steno
    - Steno bredanensis

  - rod Lissodelphis, glatki dupini
    - Lissodelphis borealis, sjeverni glatki dupin
    - Lissodelphis peronii, južni glatki dupin

  - rod Lagenodelphis
    - Lagenodelphis hosei, Fraserov dupin

  - rod Stenella, pjegavi dupini
    - Stenella longirostris, Istočnopacifički dupin
    - Stenella clymene, Clymeneov dupin
    - Stenella coeruleoalba, Plavo-bijeli dupin
    - Stenella attenuata, Pantropski pjegavi dupin
    - Stenella frontalis, Atlantski pjegavi dupin
- Potporodica Globicephalinae
  - rod Globicephala
    - Globicephala melas
    - Globicephala macrorhynchus

  - rod Grampus
    - Grampus griseus, Rissov dupin

  - rod Peponocephala
    - Peponocephala electra

  - rod Feresa
    - Feresa attenuata

  - rod Orcaella
    - Orcaella brevirostris, Irawadi dupin
    - Orcaella heinsohni
- Potporodica Cephalorhynchinae
  - rod Cephalorhynchus, crno-bijeli dupin
    - Cephalorhynchus commersonii, Commersonov dupin
    - Cephalorhynchus eutropia
    - Cephalorhynchus heavisidii, Heavisideov dupin
    - Cephalorhynchus hectori, Hectorov dupin

  - rod Sotalia
    - Sotalia fluviatilis

  - rod Sousa
    - Sousa teuszii, kamerunski riječni dupin
    - Sousa chinensis, kineski bijeli dupin

## Dupini i čovjek
Od svih vrsta dupina, najpoznatiji je veliki dupin (Tursiops truncatus). Delfinariji najčešće drže upravo tu vrstu, a već se u njima i godinama s uspjehom razmožava. Međutim, držanje dupina u delfinarijima je vrlo osporavano, jer između ostalog jedan bazen nikada ne odgovara standardu mora. Najveći dupin, orka, zbog svoje velike popularnosti najčešće služi kao magnet za publiku. 
Zbog velike inteligencije i sposobnosti učenja, vojske SAD-a i Rusije koriste velike dupine za razne vojne operacije. Dresiraju ih za postavljanje mina na neprijateljske brodove ili za njihovo onesposobljavanje. 
Poznate su i određene terapije teških bolesnika, primjerice autističnih osoba, uz pomoć dupina. Najčešće se bolesnik drži za leđnu peraju dupina, a on ga vuče plivajući za sobom. Korištenje specifično dupina je, međutim, vrlo sporno, jer se isti rezultati postižu uz pomoć drugih životinja za bitno niže troškove.
U starogrčkoj mitologiji su dupini igrali vrlo važnu ulogu, a i u novije doba se koriste kao simboli za ezoteriku kao i za hipi pokret. 
Vrlo veliku popularnost je svojevremeno uživala TV serija Flipper u kojoj dupin preuzima jednu od glavnih uloga. 
Dokumentarni film „Zaljev”, koji opisuje sezonski lov i ubijanje dupina u Nacionalnom parku u Taijiu u Japanu, dobitnik je Oscara za najbolji dokumentarni film i brojnih drugih filmskih nagrada. Glavnu ulogu filma zauzima Ric O'Barry, jedan od glavnih dresera dupina u TV seriji Flipper, a kasnije je postao jedan od najpoznatijih aktivista za zaštitu dupina. Posebno se zalaže za zabranu lova i ubijanja dupina u Japanu, o čemu i govori dokumentarni film.